# Síncopa (lingüística)
En fonética, una síncopa es un proceso fonológico que consiste en suprimir fonemas en el interior de una palabra. Aunque ocurre normalmente al usar un lenguaje coloquial (cantado>*cantao), la síncopa es responsable de muchos procesos de evolución de las lenguas, incluido el español o castellano desde el latín: comparare>comprar. Históricamente el fenómeno afectó especialmente a las vocales átonas y breves precedidas y seguidas de vocales tónicas o largas, que ya en latín vulgar se pronunciaban neutralizadas y abreviadas. La síncopa en el castellano provocó la aparición de dobletes de palabras con significados próximos pero diferentes, uno como resultado de la evolución normal sincopada de la palabra latina y otro como préstamo lingüístico directo del latín, por ejemplo: delicado>delgado o laborar>labrar.
Este proceso fonológico también se da en otras lenguas europeas, como el islandés moderno, en el que se puede encontrar el síncopa en los sustantivos masculinos fuertes que terminen en -ann, -inn, -unn, -all, -ill y -ull.

## Tipos
La síncopa puede afectar a fonemas individuales, ya sean vocálicos (collocare>colgar, límitem>linde) o consonánticos (integrum>entero), a sílabas completas (recitare>rezar) o a grupos más complejos. Históricamente se ha combinado con otros procesos evolutivos como la metátesis (parabola>palabra), la apócope (quomodo>como), la epéntesis (fémina>hembra), etc.
El español o castellano cuenta con ejemplos de síncopa contemporáneos de todos los tipos, que pueden dar lugar a palabras aceptadas (masticar>mascar, con otro verbo similar pero con registro diferente) o a pronunciaciones no normativas pero comunes (consonante: cantado>*cantao, vocal: vámonos>*amnos).